# Franz Schönhuber

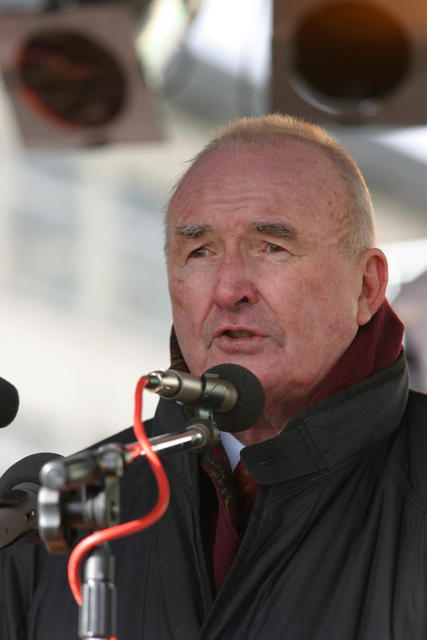
Franz Schönhuber.

Franz Schönhuber (Franz Xaver Schönhuber), född 10 januari 1923 i Trostberg, Bayern, död 27 november 2005 i München, var en tysk politiker, författare och journalist, framförallt känd som partiledare för Die Republikaner.

## Biografi
Schönhuber tog efter studentexamen i München 1942 värvning i Waffen-SS. Han var då redan medlem i Hitlerjugend och NSDAP. Under kriget avancerade Schönhuber sedan till SS-Unterscharführer och tilldelades Järnkorset av andra klassen. Han var soldat i den franskspråkiga Waffen-SS-divisionen Charlemagne i sin ungdom. Sedan Schönhuber efter krigsslutet internerats såsom varande medlöpare och frigivits, blev han journalist. Förutom medarbetarskap på flera tidskrifter och nyhetstidningar var han även TV-programledare på Bayerischer Rundfunk och mellan 1975 och 1981 ordförande i Journalistförbundet i Bayern. 
Journalistkarriären tog slut efter att Schönhuber 1981 publicerat självbiografin Ich war dabei som handlade om Tredje riket. Två år senare grundade han istället nationalkonservativa partiet Die Republikaner tillsammans med CSU-avhopparna Franz Handlos och Ekkehard Voigt. Schönhuber blev själv partiordförande 1985. Efter tidiga valframgångar lyckades Schönhuber 1989 bli vald till Europaparlamentet. Partisöndring gjorde att han sedan 1990 avgick från posten som partiordförande för att strax återkomma. Schönhuber avgick 1994, för att 1995 lämna partiet och snart ansluta sig till Deutsche Volksunion.